# Christian Taylor
Christian Taylor, född 18 juni 1990 i Uniondale, New York, är en amerikansk friidrottare som tävlar i tresteg och har ett personligt rekord på 18.21 m, vilket är det näst längsta hoppet genom tiderna, endast åtta centimeter från Jonathan Edwards världsrekord. Taylor är den regerande olympiska mästaren och den nuvarande världsmästaren.
År 2007 deltog han i Ungdoms världsmästerskapen där han tog guld i tresteg samt brons i längdhopp. Han fortsatte sedan sin karriär på Floridas universitet där han gick från att vara en av världens bästa ungdomar till en av världens bästa seniorer.
Han vann sitt första senior mästerskapsguld på VM i Daegu, Sydkorea år 2011 på VM 2011, där han chockade de andra deltagarna samt publiken med att hoppa det tionde längsta hoppet genom tiderna. Året därpå vann han olympiskt guld på Olympiska sommarspelen 2012 i London, Storbritannien.
År 2013 befann han sig återigen på världsmästerskapen där han gick in som den regerande världsmästaren. Han slutade på en fjärde plats på VM 2013 och det var först på världsmästerskapen 2015 i Peking, Kina han lyckades återfå världsmästartiteln. Taylor vann på nytt olympiskt guld under de olympiska spelen 2016 fast denna gången i Rio de Janeiro med ett hopp på 17,86m.
Året därpå var det återigen världsmästerskap och även denna gång blev det guld med ett hopp på 17,68m. Han kom till 2019 års världsmästerskap i Doha, Qatar som regerande världsmästare, Taylor tog då hans fjärde världsmästartitel i tresteg med ett hopp på 17,92m.
Förutom tresteg tävlar Taylor även i längdhopp - med ett personbästa på 8,19m - och han tävlar även i sprintlöpning främst i 200 meter och 400 meter. Hans personbästa på 200 meter är 20,70 och på 400 meter är det 45,07.

## Athletics Association - (idrottsförening)
2019 startade Taylor en organisation tillsammans med andra professionella friidrottare runt om i världen, oberoende av IAAF som tillsammans är förespråkare för friidrottares rättigheter och deras rätt att ha större påverkan på sporten i framtiden.
Organisationen startades efter att IAAF hade gått ut med det nya Diamond League schemat som innebär att Tresteg tillsammans med 200 meter, 3000 meter hinder och diskus kommer att tas bort från finalen av Diamond League från och med säsongen år 2020.
Efter publiceringen av den första listan av anslutna medlemmar till “Athletics association” där bland annat Renaud Lavillenie, Tianna Bartoletta och Dina Asher-Smith fanns, som alla är nuvarande proffs. Blev Christian Taylor inbjuden av IAAF:s president Sebastian Coe samt av deras verkställande direktör Jonathan Ridgeon att prata under förbundets årliga gala. Efteråt sa Taylor “De första samtalen vi hade i Monaco var positiva” “Där finns mycket att göra och många problem att ta hand om. Med förståelsen om att vi inte kommer att komma överens om allting, men vi tror att de vill lyssna och jobba med oss”. Vad som kommer att hända är dock ännu oklart.  